# Ugljevik Selo
Ugljevik Selo (cyr. Угљевик Село) – wieś w Bośni i Hercegowinie, w Republice Serbskiej, w gminie Ugljevik. W 2013 roku liczyła 478 mieszkańców.